# David Sualehe
David Senna Fernandes Sualehe (sinh ngày 23 tháng 3 năm 1997) là một cầu thủ bóng đá người Bồ Đào Nha thi đấu ở vị trí hậu vệ trái. cho câu lạc bộ Slovenia Olimpija Ljubljana.

## Sự nghiệp bóng đá
Vào ngày 6 tháng 8 năm 2016, Sualeanh có màn ra mắt cho Sporting B trong trận đấu tại LigaPro 2016–17 trước Portimonense.